# Łopuszanka (dopływ Dunajca)
Łopuszanka, Łopuszna – potok w Gorcach będący lewym dopływem Dunajca. Wypływa na wysokości około 1240 m w dolinie po południowej stronie Polany Gabrowskiej. Spływa dnem głębokiej doliny pomiędzy szczytami Turbacza, Bukowiny Waksmundzkiej, Kiczory, Wyszniej i Gronia. Ma długość około 9 km i średni spadek 77 m/km. Zasilany jest kilkoma potokami:
- prawobrzeżne: Rysztok, Wawrzków Potok, Spaleniec, Potok za Maciorową, Czuptów Potoczek
- lewobrzeżne: Chłapkowy Potok[4].

Cała zlewnia Łopuszanki znajduje się w granicach miejscowości Łopuszna w gminie Nowy Targ, powiecie nowotarskim w województwie małopolskim. W tej też miejscowości na wysokości 557 m Łopuszanka uchodzi do Dunajca. Jej ujście znajduje się naprzeciwko ujścia Czerwonki, zaraz przy moście przez Dunajec.
Nazwa potoku pochodzi od rosnących nad nim kęp lepiężnika, przez miejscową ludność nazywanych „łopuszynami”. Jest to roślina pospolita w nadrzecznych zbiorowiskach roślinnych, a określenie „łopuszyny, łopuchy” jest popularne w Karpatach. Nazwa potoku notowana była już w 1406 roku i od niej pochodzi nazwa wsi. Wodami z Łopuszanki zasilane są stawy dużego Ośrodka Zarybieniowego Ryb Łososiowatych znajdującego się w Łopusznej. W dolnej części koryto Łopuszanki jest uregulowane. Ze względu na hodowlę pstrągów cała zlewnia Łopuszanki podlega ścisłej ochronie.
W dolinie Łopuszanki na wysokości ok. 700 m n.p.m. stwierdzono występowanie rzadkiego w Karpatach gatunku rośliny – turzycy dwupiennej. Wyżej (od 850 po 1220 m) występuje drugi rzadki gatunek – zarzyczka górska.

## Szlak turystyki pieszej

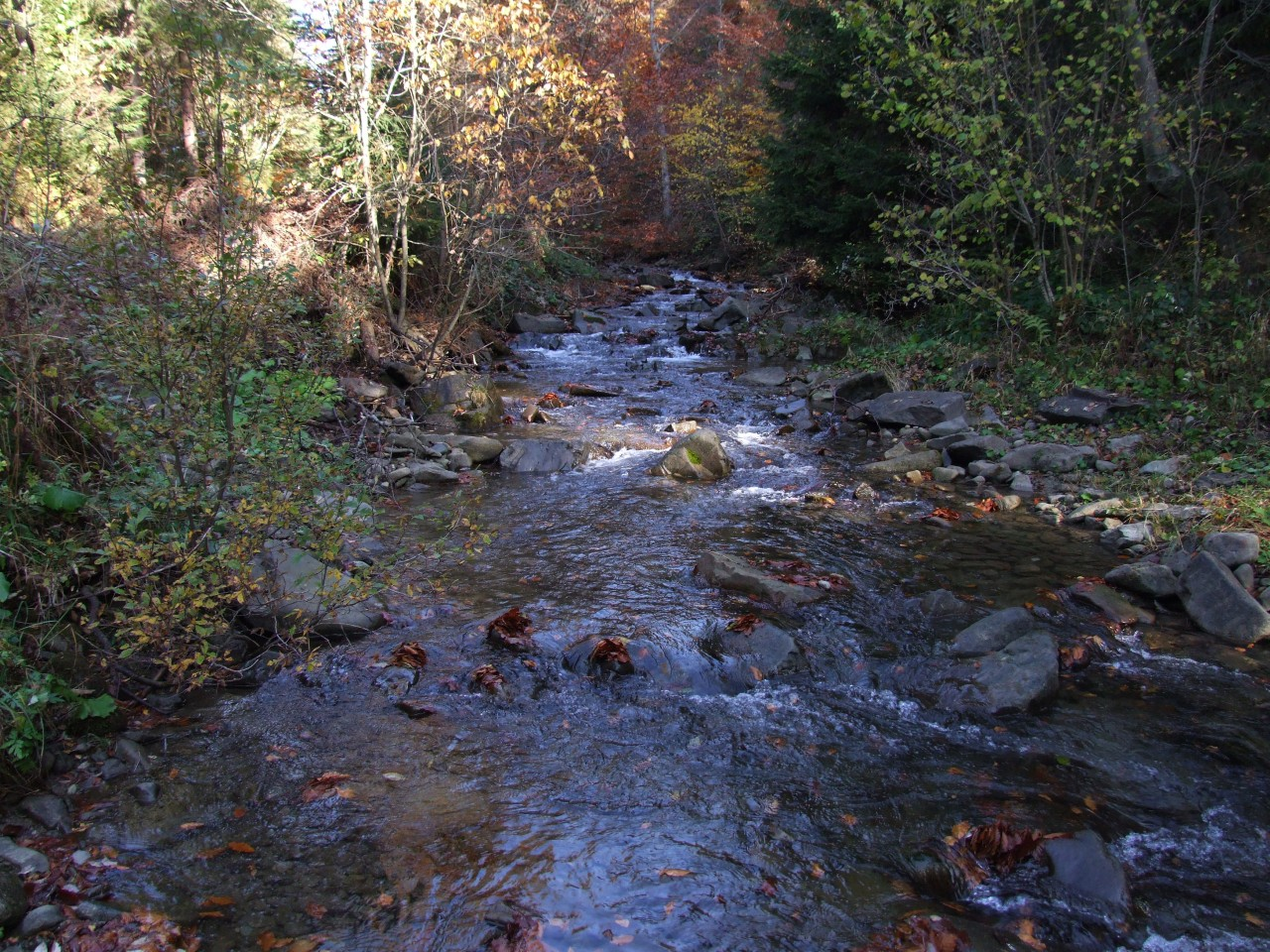
Łopuszanka w środkowym biegu

Wzdłuż dolnego biegu Łopuszanki prowadzą dwa szlaki turystyczne:
 Łopuszna – Niżni Zarębek – Wyżni Zarębek – Bukowina Waksmundzka – polana Świderowa – Turbacz. Odległość 10,4 km, suma podejść 690 m, suma zejść 30 m, czas przejścia 3:15 h, ↓ 2:15 h.
 Łopuszna – Pucołowski Stawek – skrzyżowanie z czerwonym szlakiem na polanie Zielenica. Czas przejścia około 2:20, ↓ 1:45 h, różnica wzniesień 490 m.